# Pussy Riot
Pussy Riot is een Russische, feministische, politieke punkrockband die voornamelijk in Moskou met provocerende optredens actief is. Hierbij snijdt de groep onderwerpen aan als de situatie van vrouwen in Rusland en de verkiezingscampagne van president Poetin.

## Optredens
De groepsleden kleden zich in kleurige jurken en panty's, ook als het koud is. Hun gezichten zijn gehuld in kleurige bivakmutsen, die ze vaak dragen tijdens optredens en bij interviews. De groep bestaat uit ongeveer tien bandleden en ongeveer vijftien personen voor de techniek, zoals het maken van video's voor op het internet.
Er is ook een documentaire gemaakt van de drie gearresteerde vrouwen tijdens de rechtszaak, genaamd 'a punk prayer'.

## Kerkprotest en vervolg
Op 21 februari 2012 probeerden vijf leden van de band op te treden in de Christus-Verlosserkathedraal in Moskou. Dit was een protestactie tegen de herverkiezing van president Poetin en de verwevenheid van de seculiere Russische staat en de orthodoxe kerk. Bij de performance sloegen ze kruisen en probeerden een lied ten gehore te brengen. Binnen een minuut werden ze door bewakingspersoneel van de kerk naar buiten gebracht. Het gefilmde materiaal van het optreden werd later gebruikt voor een videoclip.
Op 3 maart werden twee leden van Pussy Riot gearresteerd en beschuldigd van hooliganisme. Op 16 maart werd nog een derde lid gearresteerd, die eerder als getuige in de zaak was gehoord. In juli 2012 kwam het trio voor de rechtbank. De internationale pers schonk aandacht aan het proces. De bandleden ontvingen morele ondersteuning van artiesten als de Red Hot Chili Peppers, Madonna en Sting. Op 17 augustus 2012 werden de drie opgepakte bandleden veroordeeld tot twee jaar strafkamp. Een dag later vroeg de Russisch-Orthodoxe Kerk om genade. Op 26 augustus werd door de groep bekendgemaakt, dat twee andere groepsleden Rusland waren ontvlucht.
Op 10 oktober 2012 sprak de rechtbank in Moskou Jekaterina Samoetsevitsj voorwaardelijk vrij. De twee leden Nadezjda Tolokonnikova en Maria Aljochina werden in het hoger beroep bevestigd in de uitspraak van augustus dat zij twee jaar naar een strafkamp moesten. Vanwege een amnestiewet, omdat de grondwet in Rusland in 2013 20 jaar bestond, werden Maria Aljochina en Nadezjda Tolokonnikova op 23 december 2013 vrijgelaten. Zelf noemden de vrouwen het een pr-stunt van Poetin om Rusland beter op de kaart te zetten voor de Olympische Winterspelen in Sochji 2014. Veel Westerse landen dachten aan een boycot van de spelen vanwege mensenrechtenschendingen in Rusland.
Op 27 december 2013 gaven de twee vrijgelaten leden een persconferentie. Daarin hebben ze aangegeven dat de band ophoudt met optreden. Wel hebben de leden besloten een mensenrechtenorganisatie op te zetten om politieke gevangenen in Rusland te helpen. Ook hebben ze aangegeven dat ze nog steeds vinden dat president Poetin het Kremlin moet verlaten. In 2014 is de veroordeling van het tweetal voorgelegd aan het Europees Hof voor de Rechten van de Mens.
Pussy Riot bracht in februari 2015 hun eerste nummer en video uit in het Engels: 'I Can't Breathe'. Op 3 februari 2016 bracht Pussy Riot de clip 'Chaika' uit. Als reactie op de kandidatuur van Donald Trump bracht Pussy Riot het nummer en de video 'Make America Great Again' in oktober 2016 uit.
In maart 2018 waren twee leden een aantal dagen onbereikbaar. Naderhand bleek dat ze door de politie in de Krim opgepakt waren.
In juli 2018 verstoorden vier leden de WK-voetbalfinale tussen Frankrijk en Kroatië door tijdens de wedstrijd het veld op te rennen.
Begin mei 2022, tijdens de Russisch-Oekraïense Oorlog, ontvluchtte Maria Aljochina Rusland door zich te vermommen als maaltijdbezorger, hoewel ze al sinds februari onder bewaking stond.